# Campeonato Africano de Atletismo de 2010 - 3000 m com obstáculos feminino
A prova dos 3000 metros com obstáculos feminino do Campeonato Africano de Atletismo de 2010 foi disputada no dia 31 de julho de 2010 em Nairóbi,  no Quênia. 

## Recordes
Antes desta competição, os recordes mundiais e do campeonato nesta prova eram os seguintes:
|                       | Nome                     | Nacionalidade | Tempo     | Local      | Data                 |
| --------------------- | ------------------------ | ------------- | --------- | ---------- | -------------------- |
| Recorde mundial       | Gulnara Samitova-Galkina | Rússia        | 8m 58s 81 | Pequim     | 17 de agosto de 2008 |
| Recorde do campeonato | Zemzem Ahmed             | Etiópia       | 9m 44s 58 | Adis Abeba | 4 de maio de 2008    |
| Recorde africano      | Eunice Jepkorir          | Quênia        | 9m 07s 41 | Pequim     | 17 de agosto de 2008 |

Os seguintes recordes foram estabelecidos durante esta competição:
| Data        | Evento | Atleta               | Nacionalidade | Tempo     | Notas                 |
| ----------- | ------ | -------------------- | ------------- | --------- | --------------------- |
| 31 de julho | Final  | Milcah Chemos Cheywa | Quênia        | 9m 32s 18 | Recorde do campeonato |

## Medalhistas
| Ouro                       | Prata              | Bronze              |
| Milcah Chemos Cheywa (KEN) | Sofia Assefa (ETH) | Lydiah Rotich (KEN) |

## Cronograma
Todos os horários são locais (UTC+3).
| Data        | Hora  | Evento |
| ----------- | ----- | ------ |
| 31 de julho | 14:00 | Final  |

## Resultado final
| Posição           | Atleta               | Nacionalidade | Tempo    | Notas                 |
| ----------------- | -------------------- | ------------- | -------- | --------------------- |
| Medalha de ouro   | Milcah Chemos Cheywa | Quênia        | 9:32.18  | Recorde do campeonato |
| Medalha de prata  | Sofia Assefa         | Etiópia       | 9:32.58  |                       |
| Medalha de bronze | Lydiah Rotich        | Quênia        | 9:37.32  | Recorde da temporada  |
| 4                 | Mercy Njoroge        | Quênia        | 9:38.79  | Recorde da temporada  |
| 5                 | Hanane Ouhaddou      | Marrocos      | 9:43.13  |                       |
| 6                 | Mekdes Bekele        | Etiópia       | 9:50.77  |                       |
| 7                 | Halima Haasen        | Etiópia       | 10:11.10 |                       |
| 8                 | Eliane Saholinirina  | Madagáscar    | 10:33.56 |                       |
| 9                 | Myrette Filmalter    | África do Sul | 11:23.21 |                       |
| 99 !              | Tebogo Masehla       | África do Sul | DNF      |                       |

Legenda
| Recorde mundial       | Recorde mundial (World record)               |                       | Recorde africano                      | Recorde africano (African) |                                           | Q | Classificado por posição (Qualified) |
| Recorde do campeonato | Recorde do campeonato (Championship record)  | Recorde da América    | Recorde da América (Americas)         | q                          | Classificado por melhor tempo (Qualified) |   |                                      |
| Melhor marca do ano   | Melhor marca do ano (World leading)          | Recorde asiático      | Recorde asiático (Asian)              | DNS                        | Não largou (Did not start)                |   |                                      |
| Recorde nacional      | Recorde nacional (National record)           | Recorde europeu       | Recorde europeu (European)            | DNF                        | Não terminou (Did not finish)             |   |                                      |
| Recorde pessoal       | Recorde pessoal do atleta (Personal best)    | Recorde da Oceania    | Recorde da Oceania (Oceania)          | DSQ / DQ                   | Desclassificado (Disqualified)            |   |                                      |
| Recorde da temporada  | Recorde da temporada do atleta (Season best) | Recorde sul-americano | Recorde sul-americano (South America) | NM                         | Sem marca (No mark)                       |   |                                      |